# Lukia Isanga Nakadama
Lukia Isanga Nakadama, đôi khi viết Rukia Isanga Nakadama, là một nữ doanh nhân, nhà giáo dục và chính trị gia người Uganda. Bà là Bộ trưởng Bộ Văn hóa và Giới tính Nhà nước hiện tại trong Nội các Uganda. Bà được bổ nhiệm vào vị trí đó vào năm 2006. Trong cuộc cải tổ nội các ngày 16 tháng 2 năm 2009, và ngày 27 tháng 5 năm 2011, bà đã giữ được ghế trong nội các. Nakadama cũng là thành viên được bầu của Nghị viện (MP) cho Đại diện Phụ nữ của quận Mayuge. Bà đã liên tục được bầu lại vào vị trí đó kể từ năm 2001.

## Bối cảnh và giáo dục
Isanga Nakadama sinh ngày 2 tháng 2 năm 1970. Bà lớn lên trong một gia đình đa thê, là con thứ 6 trong số 12 người con của mẹ mình. Bố bà có hai người vợ khác. Bà theo học tại trường nữ sinh Nabisunsa, một trường trung học cơ sở và trung học công lập, tọa lạc tại Phân khu Nakawa ở phía đông bắc Kampala, thủ đô của Uganda. Bà đã nhận được Chứng chỉ giảng dạy, trước năm 1999, từ Học viện Giáo dục Kyambogo (ITEK), hiện là một phần của Đại học Kyambogo, một trong tám trường đại học công lập của Uganda, kể từ tháng 2 năm 2015. Nakadama cũng có bằng tốt nghiệp về Thông quan và Chuyển tiếp Hải quan vào năm 2000. Bằng tốt nghiệp Giáo dục của Nakadama đã được lấy vào năm 2004, từ Đại học Hồi giáo ở Uganda (IUIU). Nakadama cũng có bằng Cử nhân Nghệ thuật Quản trị Công tại IUIU.

## Nghề nghiệp
Trước năm 2001, Nakadama làm việc như một nữ doanh nhân tư nhân và là giáo viên tại Trung tâm Giáo dục Hassantourabi ở quận Mayuge. Bà lần đầu tiên được bầu vào Quốc hội năm 2001, với tư cách là Đại diện Phụ nữ cho quận Mayuge tại quê nhà. Năm 2006, Nakadama được bầu lại để tiếp tục đại diện cho khu vực bầu cử trên. Bà được bổ nhiệm vào vị trí nội các hiện tại vào năm 2006.

## Thông tin cá nhân
Lukia Nakadama có đức tin Hồi giáo. Bà đã kết hôn với Hajji Daudi Isanga và thuộc đảng chính trị Phong trào Kháng chiến toàn quốc.